# Хриле
Хрилете представляват дихателни органи при рибите, но се срещат и при редица други животни представители на различни класове. Te представляват кожни пластинки или торбички, които са много добре кръвоснабдени. Хрилете се делят на вътрешни хриле - при риби и външни хриле при прешленести червеи.